# Kobekamusa
Kobekamusa is een bestuurslaag in het regentschap Timor Tengah Selatan van de provincie Oost-Nusa Tenggara, Indonesië. Kobekamusa telt 1640 inwoners (volkstelling 2010).